# Triterpène
Les triterpènes sont des substances d'origine organique en C30 (30 atomes de carbone) de la famille des terpènes. Très répandus dans la nature, on les trouve notamment dans les résines, à l'état libre, sous forme estérifiée ou hétérosidique.
Ils résultent de la condensation de six molécules d'isoprène. La formule de base d'un triterpène est : C5H8 x 6 = C30H48 . Ce sont des hydrocarbures insaturés.
Les stérols (cholestérol,...) sont des dérivés de triterpènes.

## Liens
- Terpénoïde